# Trecento

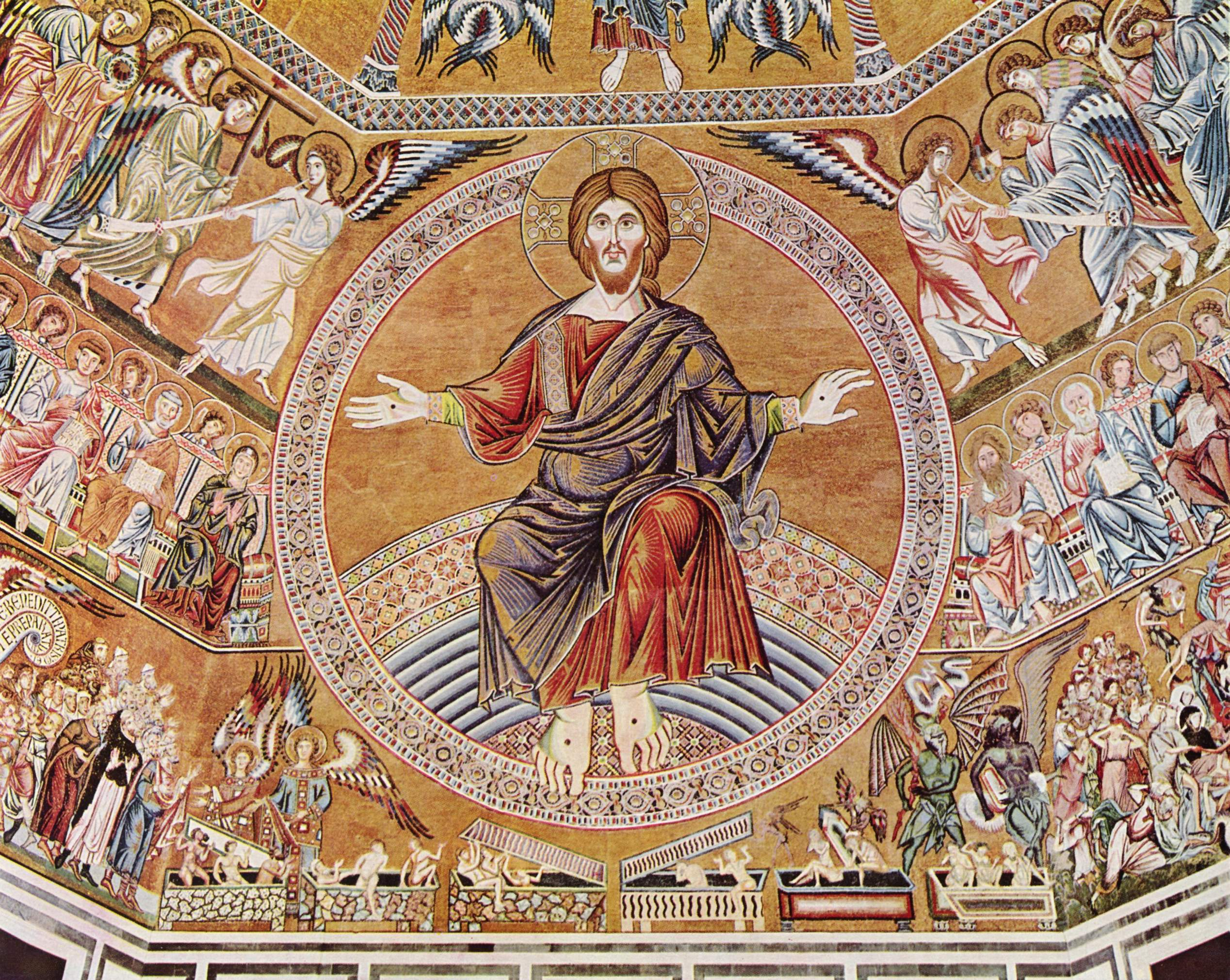
Mosaico do Batistério San Giovanni, sobre o Juízo final - obra de um mestre florentino, cerca de 1300.

O Trecento (em português, 'trezentos') é o período da História da Arte que se segue ao período da Idade Média na Itália. A diferença está relacionada com a passagem para o Renascimento, que transformará todo o panorama artístico europeu. Refere-se a todo o século XIV italiano, e antecede o que se chama de Quattrocento (século XV), a primeira fase do Renascimento.
É importante ressaltar que o Trecento é um fenômeno italiano, que ocorreu principalmente na cidade de Florença, centro político, econômico e cultural do país. A arte desse período é, em termos gerais, um segmento que passa pelas artes paleocristã, bizantina e gótica para então chegar ao Renascimento. As pinturas mostram vários trípticos e usam simples folhas de ouro que representam o caráter de Deus. As paredes dos monastérios da Toscana estão decorados com afrescos desta época. Entre os florentinos especializados em afrescos, destaca-se o nome de Giotto, a quem se atribuem as soberbas obras da Cappella degli Scrovegni e a série sobre a vida de São Francisco de Assis. Giotto inaugura a tridimensionalidade da arte mural, dando assim corte radical com a arte bizantina e abrindo caminho para o Renascimento.

## Contexto histórico do período
As construções e alterações políticas do século XIV trouxeram grande impacto na arte. Em 323 d.C., a capital do Império Romano é alterada de Roma para Bizâncio, se tornando a chamada Constantinopla (que hoje representa a região de Istambul, Turquia). Depois de seu estabelecimento, que inicialmente era um ponto estratégico na Europa, o Império Romano acaba por ruir, sendo divido em Ocidental e Oriental (Bizantino), sendo que a parcela do Ocidente é a primeira a sucumbir devido às invasões bárbaras. O Império Oriental se mantém sob comando do imperador Justiniano, apenas se fragmentando e caindo em declínio total em 1453 a partir do momento em que os turcos tomam posse de Constantinopla.
A ramificação do Império Romano é o principal divisor de águas no que se diz a respeito da religião padrão do Império. A partir do momento em que se transfere para o Oriente, há um conflito entre a igreja Católica e a igreja Ortodoxa com base em suas origens que impedia a união entre elas. O aspecto religioso passa a ser decidido pela vassalagem dos Estados.

## Características da arte no período

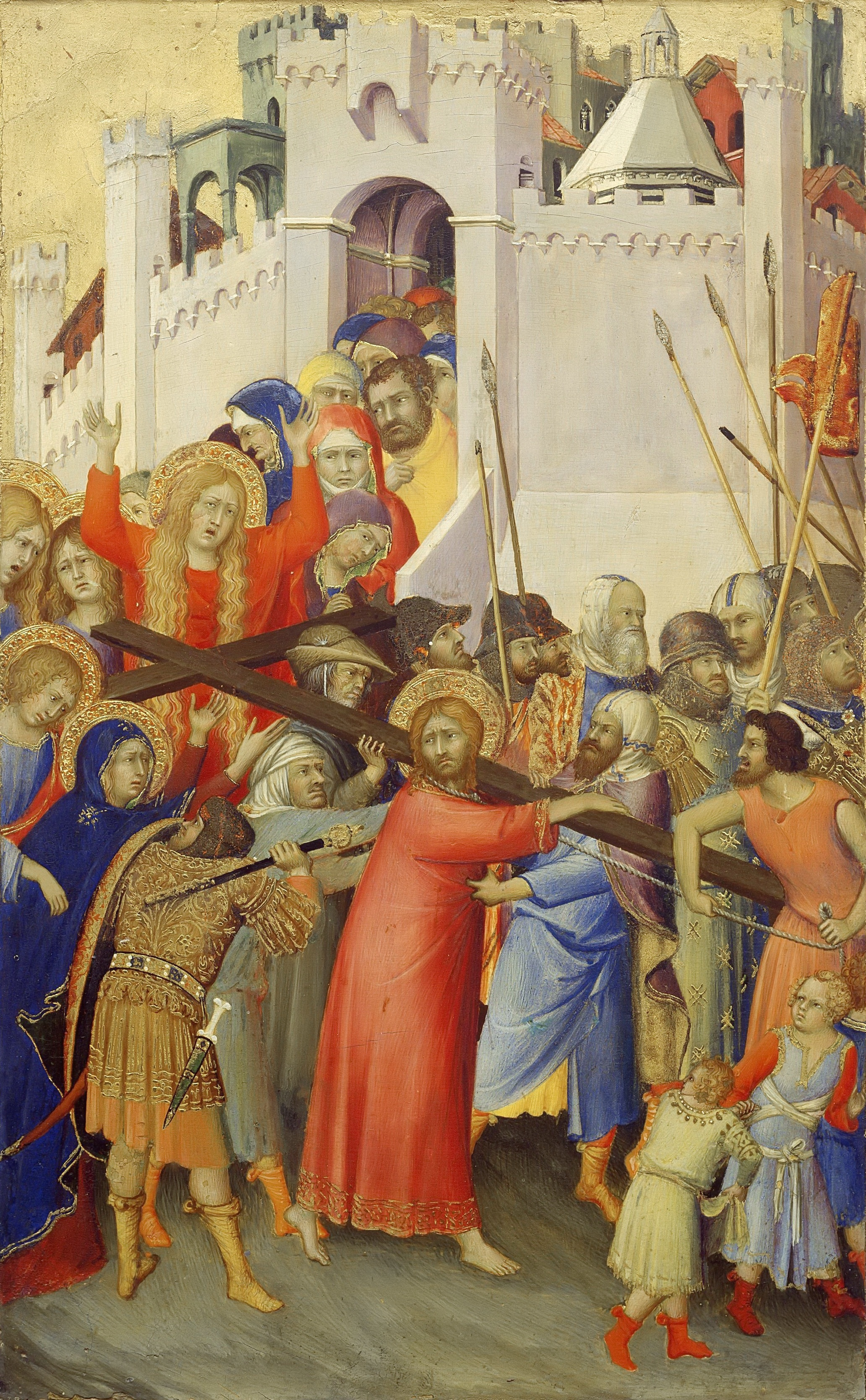
"Caminho para o Calvário" de Simone Martini (1340).

Como observado pela história do período, pode-se dizer que a arte do Trecento está diretamente ligada a ideia do sagrado e do religioso. A arte do Trecento está ligada a estilos artísticos que não são exatamente originários da Itália, porém, a maneira em como essa arte se manifesta no país é o que confere a ela participação nesse período, em especial na região da Florença onde a arte se desenvolve.
A narrativa é um dos principais elementos no que se refere a arte do Trecento. Sabendo que ela é pensada por princípios principalmente de cunho religioso, há uma necessidade de se fazer uma linear para então representar passagens bíblicas por meio da arte. Obras como “Entrada de Cristo em Jerusalém” de Giotto e “Cristo Entrando em Jerusalém” de Duccio são exemplos da propensão ao se buscar falar do religioso, no caso, o cristianismo que aparece como base religiosa na Europa.
Um fato interessante sobre o período é que o sentimentalismo, em especial, à compaixão, começa a se perder na arte do século XIV durante o “tardo-Trecento” em contraste com o aumento de artes mais dinâmicas e expressivas, que ressaltam a presença da violência e do mundano - ou, em um termo mais simples, humano. É pela forma em que artistas como Giotto e Masaccio passam a produzir artes que se relacionam com a história cristã que nota-se a transição dessa conjunção de artes religiosas para as temáticas pautadas na antiguidade clássica presentes no Renascimento.
Isso pode ser confirmado diante de peças como o “Caminho para o Calvário” de Simone Martini, um quadro em que há a figura de Jesus como central sendo rodeado de pessoas conduzidas por guardas ao que o título indica, caminhando para o calvário. Não só a imagem é uma representação da marcha para a crucificação de Cristo, o qual passa por um trajeto sofrido, mas a própria construção do quadro traz uma sensação de sufoco ao se observar as expressões detalhadas das coadjuvantes da obra, retratadas de uma forma característica de Martini, “os traços vigorosos e os gestos e as expressões dramáticas”.

## Arquitetura
A arquitetura do Trecento irá se manifestar principalmente nas catedrais italianas, misturando estilos das artes que compõem esse período.

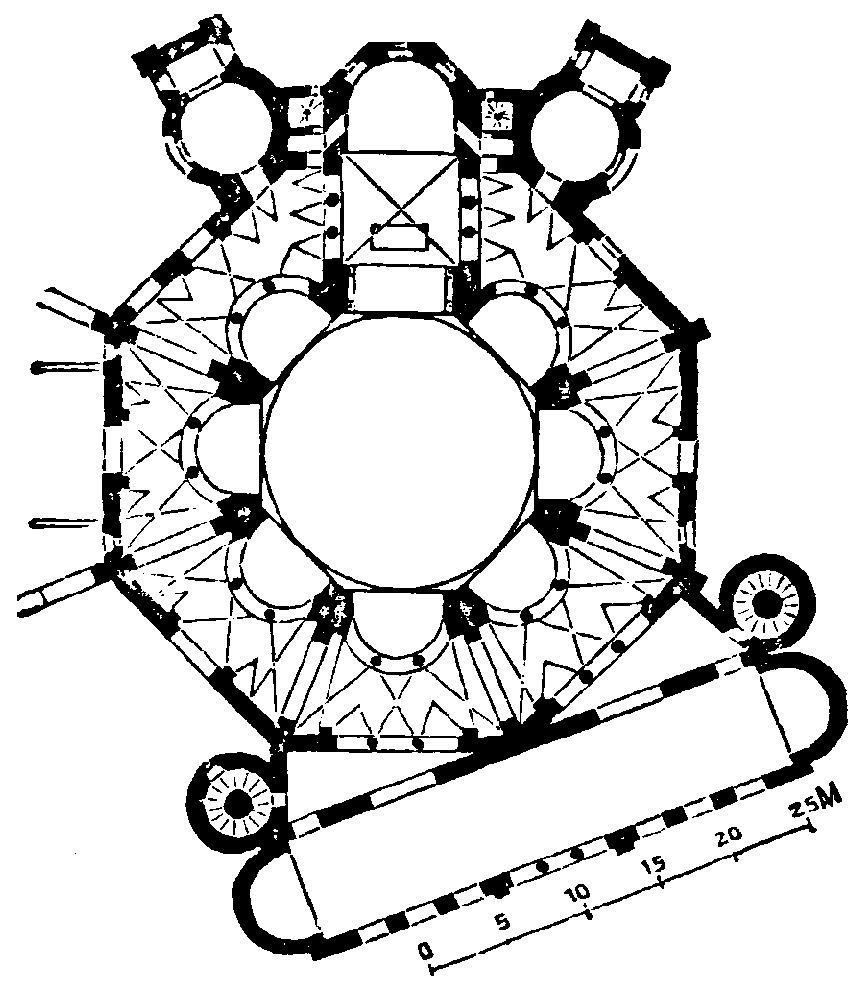
Planta apresentando a arte bizantina na construção da Basílica de São Vitale

Durante a arte paleocristã, o que antes era o impedimento da liberdade de culto e a reunião de fiéis para realizar celebrações religiosas se transforma completamente, e a arquitetura passa a contribuir como forma de visibilizar a oficialização da fé pelo Estado. Para tal, são criados os modelos das basílicas, tornando-se referência padrão da arquitetura sacra na Europa Ocidental, sendo a Basílica de São Pedro (São Pedro de Roma) a mais conhecida. As características desses espaços é similar às basílicas pagãs: a presença de uma “nave central, flanqueada pelas naves laterais (colaterais) e iluminada pelas janelas do clerestório (janelas altas)” sendo modificadas de modo em que se criou “um novo ponto de convergência, o altar, colocado à frente da abside, do lado oriental da nave, ficando as portas [...] na fachada ocidental, e o edifício orientado segundo o eixo longitudinal”.
O principal referencial relacionada à arte bizantina é a Basílica de São Vital (São Vitale de Ravena), igreja do imperador Justiniano, que inclusive está representado por mosaicos sendo um deles com a imperatriz Teodora e o outro é ele cercado pelo bispo, guardas reais e diáconos. A basílica é construída a partir da ideia de plano central com uma forma octagonal, coberto por uma cúpula. Sua construção permite “um efeito espacial mais rico; embaixo das janelas altas, a parede da nave octagonal abre-se em nichos semicirculares que penetram na colateral, ligando-a ao espaço central de um modo novo e complexo.” O interior da igreja também inclui um segundo andar, além de abóbodas mais leves para melhorar a luminosidade no interior da capela.
Devido à suas referências francesas, a arquitetura gótica irá se manifestar, assim como a arte bizantina, por meio das igrejas e catedrais. Ela irá penetrar na Itália a partir das ordens monásticas de Assis, a exemplo da Abadia de Fossanova e a Igreja Santa Croce de Florença. A ordem franciscana se conecta com os monumentos góticos por eles repassarem uma impressão de simplicidade semelhante ao propósito da ordem - respectivamente, a falta de torres na fachada, janelas pequenas e abóbadas de aresta em Fossanova; e a falta de abóbadas nas naves substituídas por tetos de madeira em Santa Croce.

## Escultura

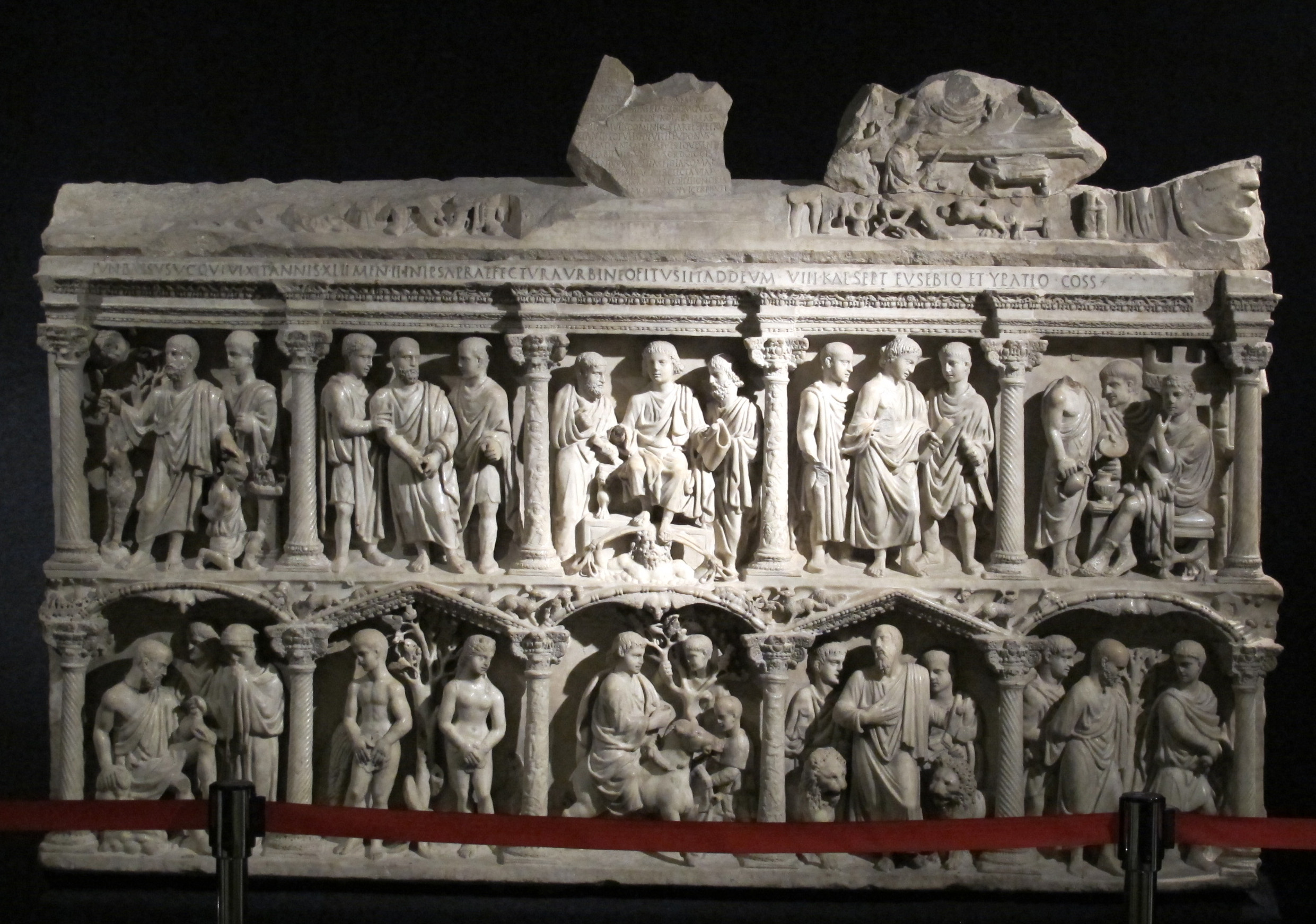
Sarcófago de Junio Basso, escultura representativa da arte paleocristã

A escultura bizantina do Trecento representa uma inauguração da arte cristã, cujas primeiras obras são os sarcófagos destinados a membros da congregação que possuíam um status social e econômico superior. A considerada primeira obra cristã e, consequentemente, o melhor exemplo da escultura pela arte bizantina é Sarcófago de Júnio Basso, destinado ao prefeito de Roma Júnio Basso. Essa imagem cunhada em mármore mistura momentos do Velho e Novo Testamento. O intuito da obra é demonstrar a tranquilidade e sabedoria, além do conceito de redenção pela religião.
Apesar de existirem referências grandes incluídas na arte bizantina, a escultura do período tem maior destaque na arte gótica, cujas características incluem peças que possuem como foco principal a questão da profundidade. Geralmente, a natureza das esculturas italianas são caracterizadas por possuir “uma atmosfera espaçosa, até mesmo imprecisa, que envolve as cenas romanas”. Em “A Natividade”, de Nicola Pisano, no entanto, contrário a esse padrão, observa-se “uma espécie de caixa pouco profunda, abarrotada de imagens sólidas que não apenas contam a história da Natividade, mas também todos os episódios a ela associados”. É interessante ressaltar que essa fuga do padrão é o que dá o valor de representação a essa obra, algo que não possui semelhante.
Com características diferentes, porém com importância semelhante, “O Sacrifício de Isaac” de Lorenzo Ghiberti, possui o conceito da “profundidade espacial”, sendo um fenômeno inédito na história da arte devido a seu “fundo plano e sem relevos” é visto como “um espaço vazio do qual figuras emergem em direção ao espectador”. É possível dizer que essa arte seja o ponto de introdução ao Renascentismo por conta de suas características que se assemelham quanto a representação de figuras de uma forma mais profunda e aberta.

## Literatura
Durante o período do Trecento, manifesta-se na literatura florença três tipos textuais: a biografia, autobiografia e crônica. A importância desses gêneros na época seria para fins de registro e arquivação de feitos de homens que “procuraram interpretar as suas ações e os seus gestos com um profundo senso histórico.”
A biografia durante o Trecento pode ser caracterizada por uma mudança em um estilo que já era comum entre os autores italianos - os textos simples descritivos tornam uma proporção maior e passam a ser “um impulso biográfico, intimamente ligado à paixão dos homens pela fama, perpassado por um profundo senso histórico, observa a importância da ação humana no mundo, ao mesmo tempo em que não descuida de apresentar os meandros de sua vida interior.” Dentre esses trabalhos, o mais importante e considerado sendo a primeira biografia autêntica é “Trattatello in laude di Dante” escrita por Giovanni Boccaccio em 1364 sobre o poeta Dante Alighieri, incluindo alguns estudos sobre A Divina Comédia.
Também trabalhadas com relação à Dante, as autobiografias trazem novamente o conceito dos feitos do homem na história. “Vita nuova” é uma obra na qual Dante escreve sobre uma paixão e dialoga com si mesmo. A primeira autobiografia de fato do Trecento no entanto, será “Lettera ai posteri” escrita por Francesco Petrarca, discorrendo sobre sua vida e seu significado durante sua velhice, reavaliando conceitos de sua vida como a noção de riqueza e poder, sendo uma obra de referência para autobiografias.
Por fim, as crônicas surgem para narrar eventos de destaque e significação em Florença. As “Croniche” de Matteo Palmieri e “Decadi” de Biondo da Forli são as principais referências neste segmento. A ótica destes autores em relação ao dia-a-dia de Florença tornam-se aspectos importantes de estudo para entender o comportamento da época, como a obra “Vite degli uomini illustri fiorentini” por Filippo Villani se propõe a analisar.
Observando o ímpeto de se ter registrado o que é histórico, a literatura acaba sendo complementar ao propósito da arte do Trecento em geral, visando a questão da narrativa para retratar a existência e grandeza do homem.

## Música
A música do Trecento está presente dentre 1325 à 1420 que entre suas 600 composições que sobreviveram ao tempo, excluindo peças instrumentais e de músicas sagradas, das quais não existe muito registro. A música italiana do Trecento pode ser caracterizada com “um ritmo que geralmente segue uma escala para baixo mas que infusa vida para suas linhas por meio de parceiros de um embelezamento florido”, sendo um tipo de música que é “mais fracionada do que a música francesa” que por sua vez “se retinha à frases balanceadas”.

## Pintura e mosaico
Em relação à pintura do Trecento, pela arte paleocristã, a pintura se manifestava mais na forma de mosaicos, devido a necessidade de decoração que surge com o crescimento da arquitetura cristã monumental, ainda que o mosaico seja uma arte mais cara, aproximadamente o quádruplo da pintura de afresco em si, com a aplicação feita de tesselas de pasta de vidro colorido, que tem como objetivo criar uma ilusão visual para quem observa a obra. O mosaico também irá se manifestar na arte bizantina, com a permanência dos mesmos temas e sendo feitos para igrejas majoritariamente.

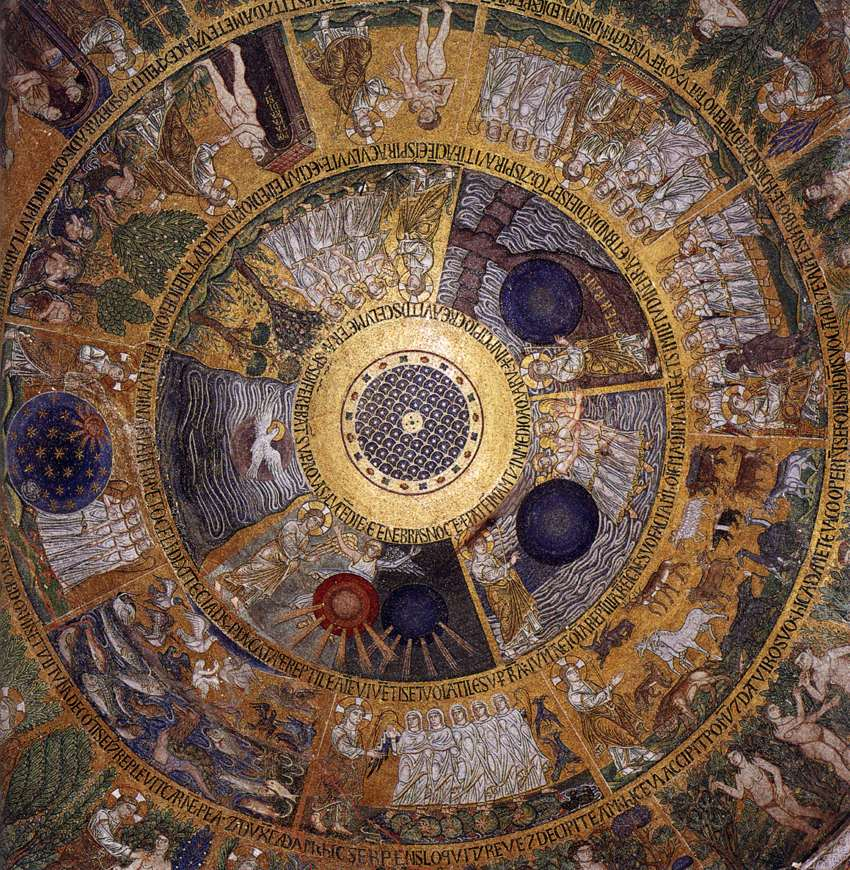
A Cúpula de "Gênesis" na Basílica de São Marcos (São Marcos de Veneza).

O mosaico é um elemento artístico essencial para se tratar das basílicas que surgem no Trecento, ao ponto em que a presença do mosaico pode ser tratado até como uma "exigência". Pela arte paleocristã, há uma abundância de mosaicos que ilustram passagens bíblicas do Antigo e Novo Testamento. As obras são construídas por cubos de tessela feitos de vidro com cores brilhantes, cujo objetivo é agir como um refletor da luz. A Basílica de Santo Apolinário de Classe é o principal reduto para se observar o mosaico paleocristão. Já na arte bizantina, se retoma às obras em homenagem aos imperadores, sendo a principal a arte de Justiniano e seu séquito presente na Basílica de São Vital.
A partir do movimento gótico, a pintura passa a ser fortemente representada pelos afrescos e retábulos. As pinturas aparecem na forma de painéis, mosaicos e murais, também conhecidos pelos italianos como “maneira grega”. Partindo do conceito de se passar uma história através da arte do período, “a Bíblia estava sendo recontada de uma forma que convidava a empatia do leitor e oferecia não só detalhes, mas também estimulava participação simpática e afetiva”.

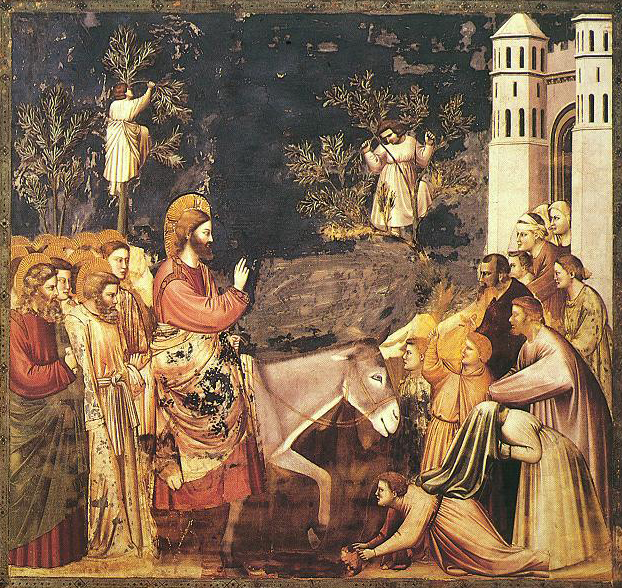
"Entrada de Cristo em Jerusalém" de Giotto, uma das obras mais conhecidas feita pelo artista que melhor representa este período.

No final do Trecento, é reconhecível que a pintura inaugurada principalmente por Giotto deu origem a uma nova era da pintura no mundo. Elementos da pintura gótica a serem destacados nesse período estão presentes ao se observar os principais artistas desse momento. Giotto se destaca entre os artistas por sua audácia e emoção: as paisagens de suas obras são reduzidas o mínimo possível; “as formas amplas e simples, o forte agrupamento das figuras, a profundidade limitada do ‘palco’” trazem à tona os personagens da obra, fazendo com que haja um impacto envolvido que traga o sentimento de drama presente nos seus trabalhos. Duccio por sua vez é especializado em técnicas do ilusionismo helenístico-romano e isso lhe confere a capacidade de criar profundidade em suas obras, “os corpos, faces e mãos começam a ganhar volume como uma sutil vida tridimensional.”
Observando em um quadro geral, a pintura do Trecento pode então ser caracterizada pela sua temática de cunho religioso e pelas obras que geram um grande aprofundamento emotivo. A arte pictórica desse período também é evidenciada em estudos como uma forma de estabelecer uma conexão entre a audiência e as figuras espirituais representadas.

## Principais artistas do período
- Giotto di Bondone
- Duccio
- Simone Martini
- Pietro e Ambrogio Lorenzetti (Irmãos Lorenzetti)
- Cimabue